# Viuda Negra (Claire Voyant)

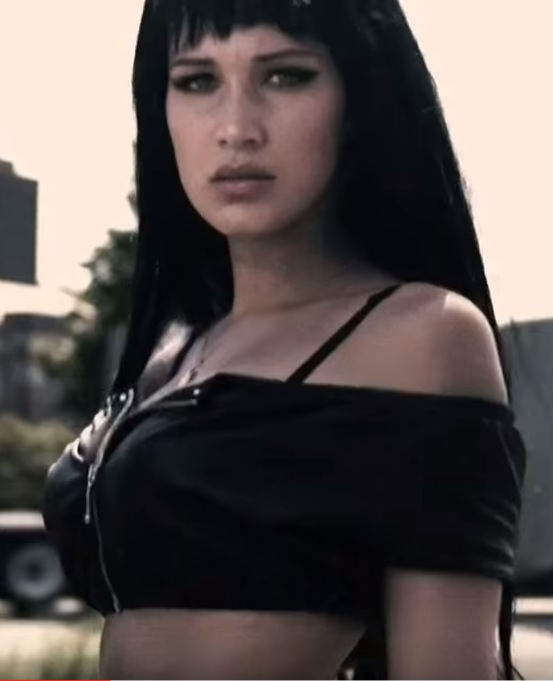
Bella Hadid como la Viuda Negra

Viuda Negra (Claire Voyant) es una personaje ficticia que aparece en los cómics estadounidenses publicados por Marvel Comics. Creada por el escritor George Kapitan y el artista Harry Sahle, el personaje apareció por primera vez en Mystic Comics #4 (agosto de 1940), publicado por el predecesor de Marvel, Timely Comics.Claire Voyant es una médium que ha sido asesinada y se convirtió en la "embajadora" demoníaca de Satanás en la Tierra.Ella mata a los malvados para entregar sus almas a su maestro.

## Historial de publicaciones
La Viuda Negra hace cinco apariciones durante el período que los fanáticos e historiadores llaman la Edad de oro de las historietas, los cinco escritos por George Kapitan. Estas historias cortas de historietas (la más larga es de ocho páginas, la más corta de cinco) se distribuyen entre tres títulos de antología de Timely diferentes durante un período de tres años desde 1940 hasta 1943.
Madame Claire Voyant se presenta en Mystic Comics # 4 como "el personaje más extraño y aterrador en las revistas de imágenes de acción, la Viuda Negra. Has oído hablar de la araña viuda negra, esa criatura malvada cuya mordedura condena la muerte. Ahora comienza las aventuras de otra viuda negra, una herramienta humana de Satanás cuyo toque significa la muerte". Tanto Mystic Comics # 4 como # 5 (agosto de 1940, marzo de 1941) presentan obras de arte de Harry Sahle (las historias son "Introducing the Black Widow", 7 páginas, y "Garvey Lang", 8 páginas, respectivamente). Otra aparición de Mystic Comics en el número 7 (diciembre de 1941) tiene arte de Stan Drake ("Lewis & Sykes", 5 páginas).USA Comics #5 (Verano de 1942) está escrito por Mike Sekowsky y firmado por George Klein ("Asesinato ilimitado", 5 páginas). Su última aparición en la Edad de Oro en All Select Comics # 1 (otoño de 1943) tiene un arte tentativamente atribuido a Drake ("Blood Money", 5 páginas); esta historia se reimprimió en 1974, junto con el resto del número, por la compañía Flashback de la editorial Alan L. Light como Edición Especial Reimpresiones # 14.
Su próxima aparición ocurre 51 años después, en un cameo retrospectivo en un panel del número 1 (enero de 1994) de la miniserie Marvels ("A Time of Marvels", escrita por Kurt Busiek con arte de Alex Ross), y nueve años más tarde (febrero de 2005), también en breve flashback, en Marvel Knights Spider-Man # 9 ("The Last Stand", escrito por Mark Millar con arte de Terry y Rachel Dodson).
La Viuda Negra regresa, finalmente en historias completas, aunque como parte de un elenco conjunto, comenzando en 2008 en Los Doce (escrito por J. Michael Straczynski con arte de Chris Weston). El personaje aparece en los 12 números de Los Doce, además de un solo título titulado The Twelve: Spearhead.

## Biografía del personaje ficticio
En 1940, Claire Voyant es una médium espiritual que se comunica con los muertos a través de medios sobrenaturales. Mientras servía a una familia llamada Waglers, Satanás la posee para maldecirlos. James, un miembro de esa familia, sobrevive a un posterior accidente automovilístico provocado por el hechizo y, al regresar a las habitaciones de Claire, la mata.
El alma de Voyant va al infierno, donde Satanás la viste con su disfraz de Viuda Negra. Él también le da el poder de matar con un solo toque de sus dedos en la cabeza (que deja una marca de "Marca de la Viuda Negra") y otros trucos místicos. Satanás (quien, atrevidamente por el momento, se representa discretamente como desnudo, pero por su capa) la envía de regreso a la Tierra para vengar su muerte. Después de matar a su asesino, ella regresa con Satanás, quien, ya no se contenta con esperar que las almas malvadas mueran de muerte natural y tal vez se arrepientan de sus pecados mientras tanto, la acusa de llevar esas almas a él. "En el mundo superior hay criaturas mortales cuyos corazones están ennegrecidos por la maldad y la corrupción. ¡Tú, la Viuda Negra, me traerás sus almas malvadas!"
Más tarde mata a los fabricantes de armas corruptos, al jefe del crimen Garvey Lang, a miembros de un sindicato llamado Murder Unlimited y al villano Ogor, mientras también cura a la víctima de Ogor.
En Marvels, se la muestra en retrospectiva como parte de un grupo de personajes de la Edad de Oro de Timely ayudando a los Invasores contra los nazis.

## Encarnación moderna
En Los Doce, Claire Voyant se reconecta como llegar a ser la Viuda Negra en 1928 después de que su hermana es asesinada. De pie sobre la tumba de su hermana, desea poder para vengarse del asesino, y Satanás responde.
Revivida en la actualidad, junto con otros 11 héroes, después de estar en animación suspendida desde la Segunda Guerra Mundial, recomienda servir como un "instrumento de venganza" para una entidad inicialmente no identificada (aunque nunca se refirió a Satanás, el maestro de la Viuda Negra) se identifica como "el diablo" en números posteriores) y va a misiones para esa fiesta.

## Personalidad
Un rasgo recurrente del personaje de la Viuda Negra en sus apariciones en la Edad de Oro es que no muestra dudas ni piedad cuando se trata de matar a sus víctimas, y ningún remordimiento aparente por privarlas de sus vidas y enviar sus almas al Infierno por un tormento eterno. No está claro si este aspecto despiadado de su personalidad es original de Claire Voyant o el resultado de su resurrección por Satanás como la Viuda Negra. (En sus apariciones modernas en Los Doce, ella es mucho menos una asesina dispuesta, y se la muestra llorando después de matar).
En las apariciones de la Edad de Oro, posee una gran compasión por aquellos que percibe como víctimas inocentes del mal, y una disposición a usar sus poderes para protegerlos e incluso sanarlos. Esto se muestra más claramente en su quinta y última aparición en la Edad de Oro, en All Select Comics # 1, cuando es enviada por Satanás para cosechar el alma de Ogor, un sanador de fe charlatán que ha estado robando dinero de quienes acuden a él por curas Después de confrontar a Ogor y causar su muerte, él muere instantáneamente de miedo e insuficiencia cardíaca en lugar del toque de muerte característico de la Viuda Negra, aunque el resultado es el mismo y su alma ennegrecida va instantáneamente al Infierno, luego se toma el tiempo y usa sus poderes, para regenerar la pierna amputada de un niño llamado Pepito, a quien Ogor había prometido curar.

## Disfraz
Durante sus cinco breves apariciones en la Edad de Oro, la Viuda Negra usa cuatro trajes claramente diferentes, con diferentes diseños y diferentes esquemas de color, y tiene tres colores de cabello diferentes.
Apareciendo solo en Mystic Comics # 4, su primer disfraz consiste en un traje morado con diseño de araña en el vientre, una capa de rayas verde y azul y botas rojas con diseños de llamas amarillas en la parte superior.
Para su segunda aparición en Mystic Comics # 5, las botas rojas con ribete de llamas amarillas sobreviven; sin embargo, el traje se vuelve negro liso sin diseño de araña, y el color de su capa cambia a rojo sólido.
En Mystic Comics # 7, la combinación de colores y el diseño básico del disfraz siguen siendo los mismos; sin embargo, el traje adquiere reflejos azul oscuro, y la capa roja ahora tiene diseños de llamas alrededor de su dobladillo. Tanto las "llamas" como la capa en sí son del mismo tono de rojo. Aunque es muy similar al disfraz de Mystic Comics # 5, es diferente en sus detalles. La capa se mantiene en su lugar con un pasador circular de color dorado con el cráneo de la cabeza de una muerte. Su cabello permanece rubio durante las tres apariciones de Mystic Comics.
En USA Comics # 5, el disfraz cambia radicalmente. Los colores del atuendo ahora son rojo, blanco y azul. El disfraz en sí consiste en un traje rojo brillante, una capa (de color blanco o azul según el panel en cuestión) con cuello Peter Pan hacia arriba y botas de bucanero blancas. Su cabello ahora es blanco puro.
Para su última aparición en la Edad de Oro, en All Select Comics # 1, el disfraz se transforma en un traje azul que, a diferencia de cualquiera de sus atuendos anteriores, cubre sus piernas, torso y brazos, y una capa amarilla. Las botas con ribete de llama vuelven, sin embargo, tanto las botas como las "llamas" son amarillas. La Viuda Negra ahora es pelirroja.
En la mayoría de Los Doce, ella usa un quinto atuendo, un rediseño menor del primero, que consiste en un traje púrpura oscuro con, en un tono más claro de púrpura, un diseño de araña en el vientre. Sus botas son del mismo color púrpura oscuro que el traje, sin "llamas"; la capa es de color púrpura claro y tampoco tiene adornos de llama. En el número 12, el final, ella usa un sexto disfraz, que es gris, cubre todo su cuerpo excepto la cabeza y las manos, y presenta un fino patrón de tela de araña en gran parte de su superficie.

## Importancia histórica
Introducido en Mystic Comics # 4 (agosto de 1940), Viuda Negra es el primer personaje femenino superpoderoso y disfrazado de los cómics. Mientras John Giunta y el Mago desde Marte de Malcolm Kildale, que está superpoderado, debutó antes, en Amazing Man Comics #7  # 7 (noviembre de 1939), al igual que el escritor-artista Fantomah, Fletcher Hanks, que tiene una doble identidad, así como superpoderes, en Fiction House's Jungle Comics # 1 ninguno de los dos lleva un traje distintivo. Mientras que The Woman In Red también es anterior a ella, debutando en Norma Comics' Emocionante Comics # 2 (marzo de 1940), que tiene carácter distintivo, sino un traje sin superpoderes.

## Poderes y habilidades
Antes de su transformación en la Viuda Negra, Claire Voyant tiene poderes psíquicos indefinidos que le permiten comunicarse con los espíritus de los muertos. Resucitada por Satanás después de su asesinato, a la Viuda Negra se le han otorgado poderes sobrenaturales que le permiten cosechar las almas de los malhechores para su amo. Ella es capaz de teletransportarse entre el infierno y el mundo mortal. Habiendo muerto ya, aparentemente es inmune a los intentos adicionales de matarla. En tres apariciones separadas de la Edad de Oro, recibe disparos repetidos y las balas no tienen ningún efecto. Ella puede mentalmente plantar sugerencias en las mentes de los demás, posee una fuerza sobrehumana de naturaleza indefinida, mayor resistencia, vuelo, invisibilidad, alteración de la apariencia y la capacidad de regenerar o sanar místicamente a los demás.
Ella también tiene un poder de toque de muerte. Cuando la Viuda Negra toca a una de sus víctimas en la frente, hay un estallido de llamas, instantáneamente son asesinadas y su alma es enviada al Infierno. Al mismo tiempo, se deja una marca en forma de araña.
En sus apariciones modernas en Los Doce, exhibe la capacidad de volar y la fuerza sobrehumana suficiente para destrozar los cuerpos humanos. Aparentemente ella todavía posee su poder de toque de muerte; sin embargo, la única vez que se muestra intentando usarla, no funciona en un objetivo no humano.
Satanás afirma que la ha hecho inmortal. En el contexto de Los Doce, cuando Claire Voyant se convierte en la Viuda Negra en 1928, parece estar a mediados de los 20 años. Cuando entra en animación suspendida, 17 años después, en 1945, aparentemente no ha envejecido en absoluto. En este caso, parece que el Príncipe de las Mentiras puede haber dicho la verdad. 

## En otros medios

### Videojuegos
- Como parte de una actualización que celebra el 80 aniversario de Marvel, Claire Voyant fue agregada como personaje jugable en Marvel: Contest of Champions.[29]